# Vlag van Linschoten

Vlag van de gemeente Linschoten

De vlag van Linschoten was van 26 juni 1973 tot de opheffing van de gemeente op 1 januari 1989 de gemeentelijke vlag van de voormalige Utrechtse gemeente Linschoten. De vlag bestaat uit drie schuine balken van kleuren rood-wit-rood. Het vlaggenbeeld is gelijk aan het gemeentewapen. 
Tegenwoordig maakt Linschoten deel uit van de gemeente Montfoort.

## Verwante afbeeldingen

Wapen van Linschoten

Amerongen 
· Benschop 
· Breukelen 
· Doorn 
· Driebergen-Rijsenburg 
· Harmelen 
· Jutphaas 
· Kamerik 
· Kockengen 
· Leersum 
· Linschoten 
· Loenen 
· Loosdrecht 
· Maarn 
· Maarssen 
· Maartensdijk 
· Mijdrecht 
· Polsbroek 
· Snelrewaard 
· Stoutenburg 
· Vianen 
· Vinkeveen en Waverveen 
· Vleuten-De Meern 
· Vreeswijk 
· Wilnis 
· Zegveld 
· Zuilen